# Сигерс, Даг
Даг Сигерс (англ. Doug Seegers, род.1952, Сетокет, Нью-Йорк, США) — американский автор-исполнитель американы и кантри. С 1970-х годов неудачно пытался начать карьеру музыканта и работал плотником, но ввиду алкогольной и наркотической зависимости стал бездомным. В 2014 году был обнаружен на улицах Нэшвилла съёмочной группой документалистов из Швеции во главе с кантри-певицей Джилл Йонсон и спел для них композицию «Going Down to the River» собственного авторства. Благодаря Йонсон, он получил возможность записать эту песню в профессиональной студии и в итоге трек возглавил чарт продаж в шведском iTunes. Одноимённый дебютный альбом Сигерса занял вершину шведского национального чарта Sverigetopplistan и стал № 25 в американском Top Country Albums. В дальнейшем артист выпустил ряд успешных дисков, несколько видеоклипов, активно гастролировал и написал автобиографическую книгу.

## Биография

### Начало
Певец вырос в городе Сетокет, штат Нью-Йорк. Благодаря родителям он с ранних лет приобщился к традиционному кантри таких артистов как Хэнк Уильямс, Пэтси Клайн, Фэрон Янг и Уэбб Пирс. Когда ему было восемь, отец покинул семью, но оставил Сигерсу коллекцию 78-оборотных грампластинок. Впоследствии, как и большинство подростков того времени, Сигерс воодушевился рок-н-роллом и начал играть на гитаре. Особенно он увлекался творчеством Джона Леннона. Первую собственную песню Сигерс написал в 16 лет, а после окончания школы стал играть в кантри-группе. С тех пор он перебрался в окрестности Нижнего Ист-Сайда в Нью-Йорке и жил как странствующий музыкант. В этот период, по признанию Сигерса, у него развилась зависимость от алкоголя и наркотиков, сохранявшаяся почти 40 лет.
В начале 1970-х годов музыкальные устремления Сигерса привели его в техасский Остин, где он взял сценический псевдоним Duke the Drifter (с англ. — «Странствующий герцог»). Там он встретил будущего гитариста и продюсера Бадди Миллера, с которым не только выступал, но и жил какое-то время с ним и его женой. В то время Сигерс глубоко проникся только зарождавшимся кантри-роком таких исполнителей как The Byrds, Buffalo Springfield, Нил Янг и записями Грэма Парсонса с Эммилу Харрис — их творчество возродило его сильный интерес к музыке кантри. Однако затем Сигерс покинул Остин и вернулся в родной в штат Нью-Йорк, где у него появились жена и дети. На тот момент он полностью отошёл от музыки и работал плотником. Между тем его бывший напарник Миллер, напротив, добился успеха на творческом поприще и в дальнейшем сотрудничал с такими артистами как Харрис, Роберт Плант, Люсинда Уильямс и Элисон Краусс.
В 1997 году Сигерс вновь попытался запустить музыкальную карьеру, для чего перебрался в Нэшвилл. Потерпев очередную неудачу, он опять работал плотником, а из-за алкогольной и наркотической зависимости в итоге стал бездомным. Между редкими периодами трудоустроенности Сигерс жил в палатке, которую ставил в лесу или под мостом. Параллельно он сочинял песни в дополнение к тем, которые писал ещё 25 лет назад. В это время он наладил контакты с местными организациями помощи бездомным — Nashville Rescue Mission и Little Pantry That Could — и был замечен директором последней Стейси Дауни. Сигерс давал выступления для нужд этого учреждения, а также годами играл на улице. Его манера пения была вдохновлена записями Хэнка Уильямса, а среди обычных мест дислокации в городе значились Вторая и Шарлотт Авеню. В 2012 году местный музыкант Аарон Эспе решил привлечь внимание к таланту Сигерса, выложив в соцсети снятый на телефон фрагмент его уличного выступления под названием Who is Doug Seegers? (с англ. — «Кто такой Даг Сигерс?»), но желаемого эффекта не добился.

### Первый успех
В 2014 году Нэшвилл посетила съёмочная группа шведской телепередачи Jills Veranda во главе с её ведущей — кантри-певицей Джилл Йонсон. Задавшись целью подобрать для сюжета музыкантов с трудной жизненной судьбой, они в итоге вышли на Стейси Дауни и проводимые её организацией благотворительные вечера авторов-песенников, а та в свою очередь навела их на Сигерса. Изначально он отказался от взаимодействия с документалистами, но в конце концов исполнил для них песню «Going Down to the River» собственного авторства. Эту композицию он сочинил двумя годами ранее, используя в ней тему погружения в воду как метафору очищения от грехов, популярную в искусстве с давних времён. Впечатлившись песней и характерной вокальной подачей музыканта, Йонсон и её продюсер изменили сценарий программы специально под Сигерса. Кроме того, певица устроила ему рекорд-сессию в студии Cash Cabin, в которой когда-то записывались Джонни Кэш и Джун Картер. Полученный трек она издала в Швеции, где он возглавил чарт продаж iTunes. В этой стране Сигерс стал большой знаменитостью — много выступал и участвовал в различных телешоу, обеспечив также приток шведских туристов в Нэшвилл.
На волне успеха музыкант получил возможность записать дебютный альбом в нэшвиллской студии Sound Emporium Джека «Ковбоя» Клемента, продюсировать который взялся Уилл Кимбро. Последний решил задействовать в процессе другого известного продюсера и гитариста — им оказался ни кто иной как Бадди Миллер. Сперва Миллер отказался ввиду нехватки времени, но когда узнал над чьим проектом предстоит работать, согласился помочь и привлёк в него Эммилу Харрис. Вместе с ней Сигерс записал песню «She» Грэма Парсонса. В сессиях также участвовали сам Кимбро, Фил Мадейра, Аль Перкинс и скрипачка Барбара Лэмб. Альбом вышел в том же 2014 году под названием Going Down to the River и занял вершину шведского национального чарта Sverigetopplistan, на которой продержался 10 недель. В Швеции Сигерс провёл в тур из 60 концертов и стал предметом часового документального фильма. На родине его релиз был издан лейблом Rounder Records и достиг позиции № 25 в Top Country Albums. В поддержку альбома Сигерс отыграл и американское турне — своё первое с 1970-х годов (с тех пор, когда он гастролировал по Техасу на пару с Миллером). Во время путешествия по США среди его партнёров по сцене на разных фестивалях были Дуайт Йокам и Нил Янг.

### Последующие работы
Добившись успеха, певец обзавёлся менеджментом, радио-промоутером, концертным агентом, PR-специалистами и другими прежде недоступными ему атрибутами. Будучи музыкальным продюсером телесериала «Нэшвилл», Миллер пристроил песню Сигерса «Angie’s Song» в один из эпизодов. В декабре 2014 года Сигерс дебютировал в Grand Ole Opry, выступив на сцене «материнской церкви кантри» — концертного зала Ryman Auditorium. С тех пор артист также выпустил несколько видеоклипов. Появившись в телешоу Йонсон Jill’s Veranda, Сигерс записал с ней совместный альбом In Tandem (2015), занявший вершину национального чарта Швеции. Затем последовали рождественский Let’s All Go Christmas Caroling Tonight (2015) и очередной авторский релиз Walking on the Edge of the World (2016). Далее Сигерс выпустил трибьют одному из родоначальников современного кантри Хэнку Уильямсу под названием Sings Hank Williams (2017). В мае 2019 года на сайте журнала Billboard состоялась премьера нового видеоклипа Сигерса на автобиографическую песню «Give It Away». Композиция вскоре появилась на его очередном альбоме — A Story I Got to Tell (2019). Помимо фирменного кантри-звучания Сигерса, данная работа включала элементы соула, блюза, рока и госпела.

## Дискография

### Альбомы
| Название                                | Описание                                                                            | Позиции в чартах | Позиции в чартах | Позиции в чартах | Сертификация   |
| Название                                | Описание                                                                            | США Кантри       | США Heatseekers  | ШВЕ              | Сертификация   |
| --------------------------------------- | ----------------------------------------------------------------------------------- | ---------------- | ---------------- | ---------------- | -------------- |
| Going Down to the River                 | - Релиз: 28 мая 2014 - Лейбл: Lionheart Music Group (Швеция); Rounder Records (США) | 25               | 9                | 1                | - : платиновый |
| In Tandem (с Джинлл Йонсон)             | - Релиз: март 2015 - Лейбл: Capitol Music Group                                     | —                | —                | 1                | —              |
| Let’s All Go Christmas Caroling Tonight | - Релиз: октябрь 2015 - Лейбл: Lionheart Music Group                                | —                | —                | 7                | —              |
| Walking on the Edge of the World        | - Релиз: 27 май 2016 - Лейбл: Capitol Music Group                                   | —                | —                | 5                | —              |
| Sings Hank Williams                     | - Релиз: 26 мая 2017 - Лейбл: Capitol Music Group                                   | —                | —                | 7                | —              |
| A Story I Got to Tell                   | - Релиз: 31 мая 2019 - Лейбл: BMG                                                   | —                | —                | —                | —              |

### Синглы
| Год  | Название                  | Позиция в чартах       |
| Год  | Название                  | ШВЕ Digital Song Sales |
| ---- | ------------------------- | ---------------------- |
| 2014 | «Going Down to the River» | 1                      |
| 2014 | «Daddy’s Still Around»    | 5                      |
| 2019 | «Demon Seed»              | —                      |
| 2019 | «Give It Away»            | —                      |

### Видеоклипы
| Год  | Название            | Режиссёр      |
| ---- | ------------------- | ------------- |
| 2014 | «Don’t Laugh At Me» | Adam Jones    |
| 2015 | «Angie’s Song»      | Gregg Roth    |
| 2019 | «Demon Seed»        | Linnea Nelson |
| 2019 | «Give It Away»      | Linnea Nelson |

## Полезные ссылки
- Who is Doug Seegers? — фрагмент уличного выступления Дага Сигерса (2012) на YouTube